# El Canaya
El Canaya es una mascota deportiva que representa a Rosario Central; fue creada en 2007 por el historietista Roberto Fontanarrosa, reconocido hincha del club rosarino.

## Historia
A partir de un pedido de la comisión directiva del club, encabezada por Pablo Scarabino, Fontanarrosa creó este logotipo con el objetivo de generar un nuevo distintivo dentro de la cultura canalla. El historietista cedió a la institución de Barrio Arroyito todos los derechos sobre el personaje.

## Características
Según el propio autor, eligió la denominación Canaya por encima de Canalla basándose en la habitual pronunciación de la palabra por parte de los rosarinos, además de no dejar duda sobre la relación del término con la afición de Central. Se representa a un hincha de fútbol vestido con la camiseta auriazul y un gorro con la leyenda Soy Canaya. El mismo se manifiesta en un grito eufórico levantando un brazo, con la característica principal que resalta su efusividad que es la de tener el corazón en la boca, simbolizando la forma de vivir el fútbol por parte de los hinchas centralistas. Asimismo, se magnifica esta faceta con un trazo grueso en los contornos del dibujo.

## Utilización
El pedido de su creación se realizó con el objetivo de colocar el nuevo emblema en la camiseta y en un cartel situado en la parte superior de la popular norte del Estadio Gigante de Arroyito, comúnmente llamada de Regatas, que oficia tradicionalmente como tribuna local; esta última idea no llegó a concretarse. Sí el logo fue incluido en las casacas de Rosario Central, tanto titulares como suplentes, desde ese mismo 2007 hasta 2013; inicialmente, en la indumentaria sponsoreada por Kappa ocupó el sector derecho de la parte superior del frente de la camiseta; a mediados de 2009, con la llegada de la marca Puma, pasó a ubicarse debajo del cuello en el frente de la camiseta, aunque dos años más tarde, con la misma firma deportiva, en un nuevo modelo pasó al dorso de la casaca, también debajo del cuello. Esta última localización fue imitada durante la temporada 2012-13 bajo un nuevo patrocinador, Olympikus, con el cual fue quitado al lanzarse una nueva versión de la indumentaria a mediados de 2013. Actualmente el logo se continúa utilizando en artículos de mercadeo oficial.
También fue llevado a formato de estatuilla entre 2007 y 2011, oficiando como galardón del Premio Anual a la Cultura Canaya Roberto Fontanarrosa, instituido por la Secretaría de Cultura del club.

## Sobre el autor

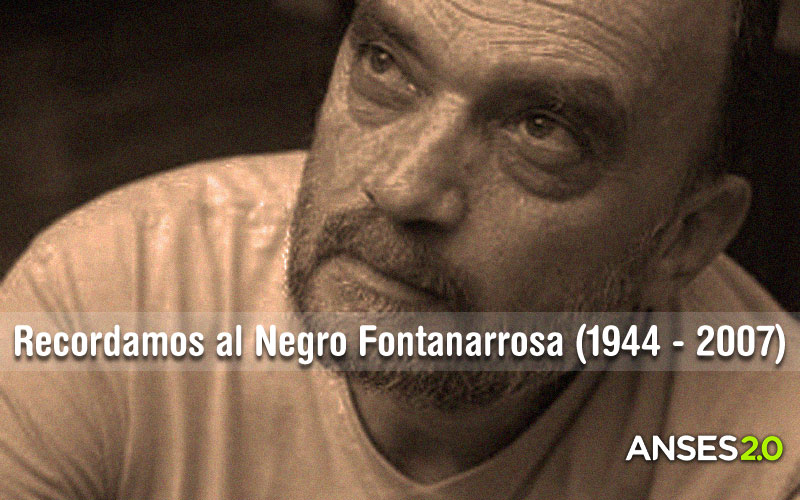
Negro Fontanarrosa, creador de El Canaya.

Roberto Fontanarrosa, apodado el Negro, fue un humorista gráfico y escritor, nacido en Rosario el 26 de noviembre de 1944 y fallecido en la misma ciudad el 19 de julio de 2007. Reconocido hincha de Rosario Central, El Canaya constituyó su última creación, pocos meses antes de su deceso. Entre otras obras suyas dedicadas al cuadro auriazul se encuentran cuentos tales como 19 de diciembre de 1971 y La observación de los pájaros.